# João Galvão Mexia de Sousa Mascarenhas
João Galvão Mexia de Sousa Mascarenhas (Belém, 11 de Fevereiro de 1776 - Lisboa, 31 de Março de 1814) foi um militar superior português, que ascendeu ao posto de tenente general e reformado como coronel, que lutou pela causa miguelista.
Era filho de Lourenço Anastácio Mexia de Sousa e Galvão, fidalgo da Casa Real e  estribeiro-mór de D. João V, e de D. Maria Barbosa Mascarenhas de Sousa Silva e Meneses.
Foi agraciado como cavaleiro da Ordem de Nossa Senhora da Conceição de Vila Viçosa (1829).
Escreveu: «A Guerra Civil em Portugal 1833 e 1834» : Relação dos principais acontecimentos e das operações. Resposta analítica sobre as duas brochuras impressas em Paris pelo Barão de St. Pardoux".